# Barrière coulombienne
En physique nucléaire, la barrière coulombienne entre deux noyaux atomiques en interaction résulte de la compétition entre deux forces : la force de répulsion électrostatique entre les protons (selon la loi de Coulomb), qui est à longue portée (théoriquement jusqu'à l'infini), et la force nucléaire entre les nucléons (neutrons et protons), qui est fortement attractive mais à courte portée (de l'ordre du femtomètre). Cette barrière détermine les propriétés des processus de fusion et de fission des noyaux atomiques.
Cette notion a pris forme dans les années 1930, avec les travaux de George Gamow sur la radioactivité alpha, puis avec les découvertes expérimentales de la fission spontanée et de la fission induite des noyaux atomiques.

## Interaction entre deux noyaux atomiques
Quand deux noyaux atomiques se rapprochent, leur énergie potentielle d’interaction augmente avec la répulsion coulombienne, puis passe par un maximum lorsque la force nucléaire attractive commence à agir. La hauteur du maximum et sa position déterminent la barrière coulombienne entre les deux noyaux. Cette barrière est dissymétrique, on distingue donc :
- la barrière de fusion : lorsque deux noyaux se rapprochent pour fusionner, la hauteur de la barrière est leur énergie potentielle maximale, mesurée à partir de leur position initiale (supposée à l’infini) ;
- la barrière de fission : lorsqu’un noyau fissionne en deux noyaux fils, la hauteur de la barrière se mesure par rapport à l’énergie potentielle du noyau initial dans son état fondamental. Ce processus vaut aussi bien pour la fission des noyaux très lourds, que pour la radioactivité alpha, qui correspond à une fission dont un des noyaux fils est un noyau d’He4.

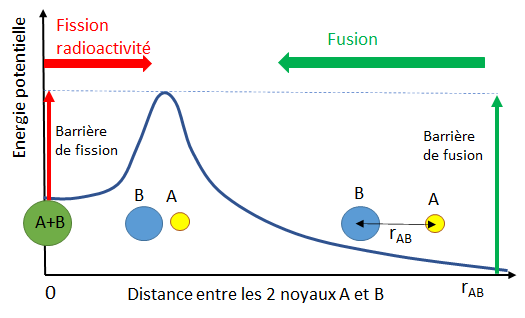
Illustration de la barrière coulombienne entre deux noyaux dans les processus de fusion et de fission nucléaires.

En première approximation, la forme et la position des deux barrières sont identiques ; les calculs plus précis prennent en compte les déformations des noyaux qui peuvent être différentes lors des processus de fission ou de fusion, et des effets de couches quantiques.

## Calcul des barrières coulombiennes
Une théorie qui calculerait les barrières coulombiennes à partir de l’interaction élémentaire nucléon-nucléon est hors de portée théorique et pratique (voir Structure nucléaire). Les modèles les plus utilisés sont des modèles macroscopiques qui permettent d'évaluer l'énergie des noyaux quelles que soient leurs déformations, notamment le modèle de la goutte liquide nucléaire. Les calculs sont effectués avec des hypothèses simplificatrices, que l’on valide de manière empirique par comparaison avec les données expérimentales : hypothèse adiabatique (l’énergie est minimale à chaque étape), paramètres du modèle de la goutte liquide, choix des paramètres pour la séquence de formes.

### Barrière de fission
Pour déterminer la barrière de fission, on calcule l’énergie totale d’un noyau père le long d’une séquence de formes, qui part du noyau initial sphérique jusqu’à la formation de deux noyaux fils distants. La hauteur de la barrière de fission est égale à la différence entre l’énergie maximale atteinte par le système et son énergie initiale.
La plupart des calculs sont basés sur le modèle de la goutte liquide (GL), auquel on ajoute une interaction nucléaire de proximité (NP), qui intervient aux grandes déformations et quand les deux noyaux fils se séparent :
| Barrières de fission estimées dans un modèle de goutte liquide nucléaire |            |             |             |               |                |
| Noyau père                                                               | A=32, Z=16 | A=56, Z=28  | A=180, Z=80 | A=220, Z= 92  | A = 248, Z=100 |
| Noyaux fils                                                              | 16O + 16O  | 28Si + 28Si | 90Zr + 90Zr | 110Pd + 110Pd | 124Sn + 124Sn  |
| Barrière de fission                                                      | 10 MeV     | 29 MeV      | 10 MeV      | 5 MeV         | 0              |

Les barrières de fission passent par un maximum pour les noyaux de masse 50-60, qui sont donc très stables ; les noyaux deviennent instables vis-à-vis de la fission lorsque le produit des charges (Z1Z2) dépasse 2 000.

### Barrière de fusion

Séquence de formes utilisée pour modéliser la fusion de deux noyaux.

En raison de leur portée (même faible), les forces nucléaires agissent avant le contact des deux noyaux ; le maximum de la barrière de fusion est localisé à une distance entre les deux noyaux plus grande que la somme de leurs rayons respectifs. 
La barrière de fusion entre deux noyaux peut donc être estimée par l’énergie électrostatique lorsque leurs surfaces géométriques sont distantes de 1,5 femtomètres :
| Barrières de fusion estimées |           |             |             |             |               |
| Système                      | 16O + 16O | 28Si + 28Si | 58Ni + 58Ni | 90Zr + 90Zr | 124Sn + 124Sn |
| Barrière de fusion           | 10 MeV    | 27 MeV      | 89 MeV      | 202 MeV     | 226 MeV       |

La barrière de fusion augmente continûment avec la masse et la charge des noyaux en interaction.

## Franchissement des barrières coulombiennes

### Fission spontanée
Lorsque la barrière de fission est positive, un noyau ne peut fissionner spontanément que par un effet purement quantique, l’effet tunnel. La probabilité de fission dépend de manière très sensible de la hauteur de la barrière et de sa largeur.
Pour les noyaux légers : la radioactivité alpha est le processus dominant, que l’on peut considérer comme une fission asymétrique avec émission d’un noyau d'hélium 4. Pour les noyaux lourds, la fission en deux noyaux fils dont les charges sont distribuées statistiquement autour de la moitié de la charge du noyau père est favorisée.

### Fission induite
Lorsqu’un noyau n’est pas dans son état fondamental, le processus de fission peut être favorisé ; on parle de fission induite. Par exemple la fission de l’uranium dans les centrales nucléaires est induite par absorption de neutrons.
Les collisions entre noyaux dans les accélérateurs peuvent provoquer le transfert de moment angulaire entre les noyaux du faisceau et ceux de la cible. La rotation des noyaux qui en résulte, introduit dans leur énergie un terme supplémentaire, qui abaisse la barrière de fission. Avec des vitesses de rotation croissantes, le noyau se déforme, puis fissionne spontanément (voir la page « ellipsoïde »).

### Fusion
Seuls les neutrons, non chargés électriquement, peuvent fusionner spontanément avec un noyau. Pour que deux noyaux chargés fusionnent, il est nécessaire de leur fournir une énergie cinétique suffisante pour passer la barrière coulombienne, comme :
- dans les collisions entre noyaux provoquées dans les accélérateurs de particules ;
- dans les cœurs des étoiles, lors du processus de nucléosynthèse (fusion de noyaux légers chauffés et comprimés par la gravitation) ;
- dans les réacteurs de fusion, où la nucléosynthèse est provoquée dans une matière nucléaire chauffée et comprimée par de puissants champs magnétiques (fusion par confinement inertiel).
Dans les deux derniers cas, les températures nécessaires sont de l’ordre de plusieurs centaines de millions de degrés. En 1989, deux physiciens américains ont affirmé avoir observé des phénomènes de fusion nucléaire dans des expériences d'électrolyse, c'est-à-dire aux pression et température ambiante (voire article fusion froide). Leurs résultats n'ont jamais pu être validés, mais font toujours l'objet de recherches, vu l'impact technique et économique qui en découlerait.